# Lluís Maria Güell i Cortina
|  | Aquest article tracta del pintor; per al director, vegeu l'article Lluís Maria Güell |

Lluís Maria Güell i Cortina (Vilafranca del Penedès 1909 - Barcelona, 22 de setembre de 2001) fou un pintor, docent i gestor cultural català. Va donar els primers passos com a artista a la seva Vilafranca natal, en els moviments avantguardistes del Penedès i a la revista Hèlix. En la seva obra va predominar el paisatgisme, amb preponderància dels grans celatges, tot i que també va destacar com a pintor de frescos i murals de temàtica religiosa, entre d'altres. Com a docent va ser professor de l'Escola de la Llotja de Barcelona i director de l'Escola Massana entre 1956 i 1976. El 1988 va rebre la Creu de Sant Jordi de la Generalitat de Catalunya.

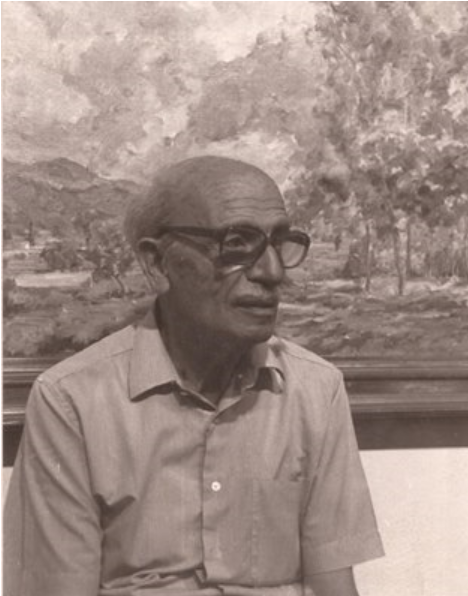

## Biografia

### Primers passos
Lluís Maria Güell va néixer a Vilafranca del Penedès el 4 de juliol de 1909, al carrer de la Palma número 12. Era el quart fill del matrimoni entre Pelegrí Güell i Grau i Antònia Cortina i Mestre, coneguda família de vinaters del Penedès. Va cursar estudis primaris al col·legi Sant Ramon de Penyafort i estudis secundaris a La Salle Bonanova de Barcelona fins al 1927.
Güell, fou, a partir del 1927, deixeble de Joaquim Mir, paisatgista català de renom. La influència del mestre es veu en la primera etapa, en què es va convertir en paisatgista de tendència puntillista, tot i que després evolucionà cap a una tipificació a l'estil de Jean-Baptiste Camille Corot amb celatges i grisos que li dona un toc molt personal. Malgrat tot, Güell va reconèixer que, en un primer moment: “feia caricatures del colorisme i gran ímpetu i frenesí del seu únic mestre” La influència de Mir a l’hora de tenir com a artista una mirada pròpia sobre el tema també es va fer palesa en el seu primer encontre. El mestre li va demanar a l’alumne que triés el paisatge més bonic i que es preparés per pintar-lo. Un cop Güell el va tenir seleccionat, Mir li va demanar que es girés i pintés just el que tenia darrere. Amb això, el mestre pretenia ensenyar que en l’art allò important no és el tema, sinó el que l’artista és capaç de posar-hi d’ell mateix.
Es donà a conèixer a la seva vila natal (Vilafranca del Penedès), adscrit a l'avantguarda surrealista del grup que editava la revista helix. Es tractava d'una publicació impulsada per joves intel·lectuals i universitaris, de la qual Güell n’era autor del disseny, sota la direcció de Joan Ramon Masoliver. El propi director de la revista va reconèixer Güell com el principal aglutinador dels integrants d’helix. El 1929 va fer la seva primera exposició individual a la sala Niu d'Art de l'Orfeó Vilafranquí. Anteriorment, havia participat en algunes exposicions com les col·lectives comarcals de Sant Salvador el 1927 o a Vilafranca el 1928, així com una juvenil a les Galeries Dalmau de Barcelona el 1929. Posteriorment, el 1931 va viatjar a París per motius d’estudi i laborals. Va residir a la ciutat durant gairebé un any. Anteriorment, també havia viatjat a Algèria per ampliar la seva formació. El 30 de novembre de 1933 va inaugurar una exposició individual al Casal de Vilafranca que va tenir un gran ressò mediàtic. La crítica contraposava la seva obra a la de Joaquim Mir i en destacava la composició serena i equilibrada.
El 1934 aconseguí exposar 48 obres a la Sala Parés de Barcelona, un espai que va ser recorrent al llarg de la seva carrera. La mostra li va servir per donar-se a conèixer al públic barceloní i va tenir una gran rebuda per part de la crítica. Posteriorment, va protagonitzar algunes exposicions de gran renom com les de les Galeries Syra i Vilanova i la Geltrú el 1935. El 1936 va esclatar la Guerra Civil, cosa que va significar una ruptura en la carrera de molts artistes. El propi Lluís Maria Güell es va veure afectat pel conflicte. Malgrat tot, va poder participar en algunes exposicions col·lectives, com l’organitzada per la Generalitat a Mèxic el 1937 o la que l'Ateneu Socialista de Catalunya va organitzar a Madrid.

### Anys 40 i 50
Un cop superada la Guerra Civil, va començar la gran etapa de producció pictòrica de Güell. També contragué matrimoni amb Rita Guix i Santasusagna el 21 de juny de 1940. Un any després, el 1942, va néixer la seva primera filla dels vuit que tingué. També va establir la residència a Barcelona, al barri de l'Eixample, concretament al número 327 del Carrer de la Diputació.
A principis dels anys 40 exposà diverses vegades a les Galeries Syra i a Bilbao. Aquestes mostres tingueren un gran èxit de crítica i li van permetre vendre una bona part de les obres presentades. L'any 1942 va obtenir el diploma de tercera classe de pintura a l'Exposición Nacional de Bellas Artes de Barcelona, on va participar amb l'obra Cerro de suburbios. També el 42 i el 43 pogué exposar a La Pinacoteca a Barcelona i al Museu de Vilafranca, del qual Güell formava part del patronat. Posteriorment, va abandonar les exposicions individuals per un període de gairebé 3 anys i se centrà en la pintura mural i religiosa. No va ser fins al 1946 que va reprendre les mostres, en aquest cas a la Sala Gaspar, on hi exposà en diverses ocasions. Just després de l'exposició, va viatjar a Itàlia per ampliar la formació en pintura religiosa i en paisatgisme. També va ser inclòs a la mostra de pintors catalans a Madrid el 1947 i a les de Llatinoamèrica de 1947, 52 i 53.
A principis dels anys 50, el paisatgisme com a corrent artístic començà a caure en descrèdit entre la intel·lectualitat de l’època, ja que la manca de crítica cap al franquisme va fer que es tendís a associar aquest tipus d’art a corrents reaccionàries Això, provocà que el nombre de vendes es reduís de manera progressiva, tot i que va seguir fent exposicions individuals amb regularitat. Per fer front a la manca d’ingressos començà a donar classes a l’Escola de la Llotja de Barcelona el 1952. El 1955 va fer una exposició antològica a la Sala Gaspar en què celebra els 25 anys de carrera. L'exposició tingué una gran acollida entre la crítica i significa un punt i a part com a artista.

### Direcció de l'Escola Massana
A partir del 1956 s'obrí una nova etapa en la carrera de Lluís Maria Güell, quan assumeix la direcció de l’Escola Massana de Barcelona. Després de la mort de l’anterior director, Miquel Soldevila, es va obrir un debat per decidir el nou director de la Massana. Entre alguns dels candidats que van sonar hi havia noms com Antoni Ollé i Pinell, president del Foment i un dels impulsors de l'escola, Josep Llorens i Artigas, ceramista i crític d’art i l'escultor Joan Rebull. Finalment, el Patronat de la Massana va escollir Güell com a director. Entre els motius eximits per l'elecció, una nota publicada a Destino en destacava la seriositat i extensa cultura, la versatilitat i ampli coneixement en el camp de l’art i l’aparença correcte i mesurada acompanyada per un temperament entusiasta i laboriós, a banda de la intel·ligència i poderosa voluntat. Durant el seu mandat va impulsar la creació de noves seccions i especialitats com disseny d'estampats, argenteria, joieria, laca, vidriera, escultura, talla ornamental, bàtik, tapisseria i procediments pictòrics i murals com oli, fresc, tremp, encàustica, mosaic, estuc i esgrafiat. També va incorporar els estudis de disseny gràfic, disseny industrial i d'interiors, en una època que no tenien gran popularitat i xocaven amb els postulats de l’art clàssic. Malgrat tot, Güell explicava que l'escola s'havia d’ajustar a les característiques dels seus temps. Per això, defensava la importància del disseny contraposat a l’art clàssic i com a hereu de l’artesania. A nivell acadèmic, no va aconseguir que la Massana pogués donar títols oficials, però sí que els alumnes que acabessin els estudis poguessin obtenir el títol amb una revàlida de l'Escuela de Artes y Oficios.
Güell, també, va centrar esforços en obrir la Massana a la societat. Durant la seva direcció va apostar per l’horari vespertí, de 7 a 9, perquè els alumnes que treballaven poguessin compaginar feina i estudis. Tot i que molts dels estudiants només volien fer créixer el seu bagatge cultural, va apostar per fer créixer els horaris de classe del centre. També va aconseguir que l'escola gaudís d'una gran popularitat a Barcelona, amb diferents mesures com la preservació de tècniques clàssiques, sense detriment dels nous corrents artístics, declarant la Diada de Sant Jordi com a festiu a La Massana o acabant els cursos amb una festa a l'Hospital de Santa Creu. Güell també va aconseguir, en paraules seves, que l'escola funcionés democràticament, tot i que li hauria agradat aprofundir en una formació artística integral. Finalment, el 1976 va abandonar la direcció de l'escola per deixar pas a Joaquim Sabaté.

### Darrers anys
Una vegada abandonada la docència, Güell va tornar a pintar i exposar amb regularitat. El retorn oficial a les sales va ser el 1978 a la Sala Parés, que ja l’havia donat a conèixer a la dècada dels 30. Les crítiques van ser molt favorables. També entre el 1976 i el 1982 va ocupar el càrrec de director del Patronato Pro Arte de la Fundación General Mediterránea. El 1989 li fou atorgada la Creu de Sant Jordi, com a reconeixement de la seva carrera artística i les aportacions en el món de la docència. En els últims anys de vida va realitzar diverses exposicions de nou a la Sala Parés i també a Vilafranca del Penedès, a banda d'altres indrets com Sitges, Sant Sadurní d’Anoia o Sant Esteve de Palautordera. Va morir el 22 de setembre de 2001, a l'edat de 92 anys, a Barcelona. Finalment, el 2004 a la seva Vilafranca natal es va realitzar una exposició antològica al Fòrum Berger Balaguer i l'edició del llibre Lluís Maria Güell, que repassa tota la trajectòria del pintor. També a Vilafranca hi ha un carrer que porta el seu nom i el 2013 es va col·locar una placa commemorativa al carrer de la Palma, número 12, on l’artista va néixer.

## Obra
Lluís Maria Güell va ser un artista que va treballar en diversos camps de la pintura. La gran especialitat va ser el paisatgisme, que va cultivar al llarg de tota la seva carrera. Però també es va obrir a altres especialitats com la pintura mural, els frescos de temàtica religiosa i el dibuix. A banda, va tocar altres camps de l’art com a decorador, assagista o poeta, a part d’introduir-se en el món del vi.

### Paisatgisme
El terreny en què Güell va treballar més va ser la pintura a l’oli encarada, bàsicament, al paisatgisme. En els inicis, la pintura recorda molt l'estil de Joaquim Mir, marcada pel predomini d’un gran colorisme. En aquest sentit, el crític Enric F. Gual va dir: “Güell pinta la llum. La quasi descoberta de Turner és en ell habitual i és a través d’ella i de les seves fluctuacions que dona a la seva obra aquella consciència d'una realitat especial, gairebé esotèrica". A mitjans de la dècada dels anys 30, l'estil de Güell va evolucionar cap a una contraposició més gran respecte l’obra del mestre. La crítica ho destaca i, respecte Mir, apunta que són paisatges eminentment poètics que destil·len malenconia i marquen horitzons fugitius. També ressalten la llum de la posta o de l’albada, que, en paraules de Maria Lluïsa Borràs, cau del cel i es complau en diferents gammes de gris que semblen apreses de Turner.
En l’obra de Güell, el component poètic va ser un dels aspectes que sempre va recalcar la crítica. D’altra banda, el fet que no milités en l’art avantguardista, que només va tocar en els primers passos d’helix, va significar que se’l emmarqués en els corrents artístics oficials de la Generalitat. Un cop passada la Guerra Civil, en què hi ha una continuïtat amb els corrents més conservadors de l’art, comença l'etapa més productiva de Güell. A principis dels 40, en el paisatge hi predominava el tema, tot i que en aquestes èpoques comença a fer algunes obres en què la línia de l’horitzó és més baixa i el cel pren protagonisme.
Després de l’aturada de mitjans dels 40, en què se centra en la pintura mural i religiosa, retorna al paisatgisme amb uns canvis temàtics poc notables. En aquesta època incorpora als habituals paisatges del Penedès o Barcelona, temes com Sant Julià de Vilatorta, Camprodon, Calella de Palafrugell, Planoles, Osona, el Montseny i el Vallès. A banda, també fa alguna ingerència en el camp de la natura morta. La constant paisatgística es mantindrà fins que assumeixi la direcció de la Massana.
Un cop superada l'etapa acadèmica, a mitjans dels 70, Güell reprèn el paisatgisme amb un gran predomini dels celatges. El crític Santos i Torroella en destacava que invertia l’ordre lògic, ja que dedicava més espai al cel que a la terra i semblava que la llum anés de la terra al cel. També posava èmfasi en les subtileses lumíniques, aèries i paisatgístiques. En aquest sentit, la crítica en va destacar fins al final l’ús de tonalitats grisoses i una matisació en els colors que aportaven noves maneres de veure el paisatge català, de manera que semblava que Güell hi plasmés el seu estat d’ànim, més que una reproducció fidel de la realitat. L’historiador i crític d’art Francesc Miralles destacava que el gran valor de l’obra era la creació d'una atmosfera impalpable i fonedissa. També va apuntar que l’obra de Güell va oscil·lar entre les aportacions formals de Corot, a través de l’ús dels grisos i les atmosferes, i el concepte de Mir, especialment en el consell que li va donar el mestre quan li va dir que “entre els arbres han de poder passar-hi els ocells”.

### Pintura mural religiosa i dibuix
Lluís Maria Güell també es va caracteritzar per les decoracions murals de tipus religiós, com els frescs de la parròquia de Ribes de Freser (1958-1961) o els tremps de Santa Maria del Mar de Salou (1955-1971), que van ser les seves obres més destacades en la pintura religiosa. Es va dedicar a aquesta disciplina, especialment, a mitjans de la dècada dels anys 40 i, de manera intermitent, mentre era director de l’Escola Massana. A banda, també va treballar en l’altar del Santíssim i de la Verge del Remei a la parròquia de la Santíssima Trinitat de Vilafranca, la Capella de la Verge de Montserrat a la Catedral de Barcelona o l’Església de Santa Maria de Vilafranca del Penedès. Allà hi va pintar la Capella del Santíssim i l’Altar de la Immaculada. Altres obres que va fer van ser el Timpà exterior de l'església parroquial de l’Arboç de Penedès o la capella de Jesús María de Múrcia. En la pintura religiosa hi va destacar l’ús d’un traç gruixut que, a la vegada, buscava una idea de lleugeresa i suspensió. A banda de la pintura religiosa, Güell també va treballar en el camp del dibuix, en part com a eina per a poder desenvolupar la pintura mural en esglésies. Al llarg de la seva trajectòria artística hi van abundar els dibuixos sobre figures humanes.

### Altres
Güell va ser un artista polifacètic i, a banda de treballar en la pintura i el dibuix, va tenir petites incursions en altres camps artístics i culturals. Com a bon fill del Penedès i de família viticultora, va estar vinculat al món del vi. Els seus germans Antoni i Martí van ser directors del Museu del Vi de Vilafranca i ell va elaborar els diorames pel museu. També va estar vinculat com a membre del Patronat del Museu de Vilafranca. A més, va ser administrador de la Festa Major del 1942. Va aprofitar-ho per recuperar el folklore tradicional, el ball de les cotonines i la cascada de foc.
A banda de la participació activa en la vida cultural del Penedès, Güell va desenvolupar la faceta de decorador d’interiors. Entre les seves creacions destaca la decoració de la Fira del Vi a Vilafranca als cellers familiars Bosch – Güell. Entre el 1945 i el 1962 s'ocupa de la decoració de diversos pavellons per a les fires de mostres de Barcelona com els pavellons del vi i del tèxtil (1945-53) o el gran saló del Palau Nacional per a les gales de la Seda de Barcelona (1960-62), a banda dels Jardines de Cecilio Rodríguez a Madrid. També va col·laborar amb la Sala Gaspar entre 1946 i 1955, realitzant, entre d'altres, la decoració de la primera exposició de Pablo Picasso a la sala. A més, també va mostrar un gran interès pel món pessebrista, amb xerrades diverses sobre l’art del pessebre, articles i una extensa col·lecció pròpia de figures de procedències diverses, algunes de valor, amb especial debilitat pels caganers. També va destacar en el camp de l’assaig i la divulgació, que va practicar, sobretot, després de la direcció de l’Escola Massana. A part, també va cultivar, de manera modesta, una faceta com a poeta i músic, ja que tenia nocions de piano i solfeig. Per tot plegat, l’artista vilafranquí Jaume Mercader-Miret va afirmar d’ell que era “dels pocs pintors que havia conegut que no era un ase categòric”, en referència a les inquietuds culturals de Lluís Maria Güell, que anaven molt més enllà del món de la pintura.
Per veure més obra de l'artista Luís Maria Güell Cortina.

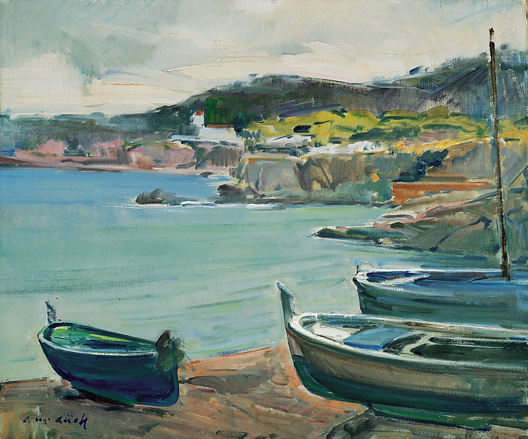
Marina 1954

Quadre de l'any 1954.

## Exposicions i reconeixements

### Exposicions individuals
- 1932: Vestíbul del Casal La Principal de Vilafranca del Penedès.
- 1934: Ateneu Tarragoní de Tarragona.
- 1934: Sala Parés de Barcelona.
- 1935: Foment de Vilanova de Vilanova i la Geltrú.
- 1935: Galeries Syra de Barcelona.
- 1936: Centre de Lectura de Reus.
- 1940: Galeries Syra de Barcelona.
- 1941: Salon Arte Bilbao de Bilbao.
- 1941: Galeries Syra de Barcelona.
- 1942: La Pinacoteca de Barcelona.
- 1943: La Pinacoteca de Barcelona.
- 1944: Museu de Vilafranca, Vilafranca del Penedès.
- 1946: Sala Gaspar de Barcelona.
- 1947: Sala Gaspar de Barcelona.
- 1947: Sala Bigas de Vic.
- 1948: Sala Gaspar de Barcelona.
- 1948: Exposición de Pinturas de Luís María Güell. 10 pinturas de paisaje. 20 notas de paisaje, Festa Major, Museu de Vilafranca, Vilafranca del Penedès.
- 1949: Sala Gaspar de Barcelona.
- 1950: Sala Gaspar de Barcelona.
- 1951: Sala Gaspar de Barcelona.
- 1952: Sala Gaspar de Barcelona.
- 1953: Sala Gaspar de Barcelona.
- 1954: Sala Gaspar de Barcelona.
- 1955: 25 años de la obra de un pintor. Sala Gaspar de Barcelona.
- 1978: Sala Parés de Barcelona.
- 1979: Museu de Vilafranca, Vilafranca del Penedès.
- 1980: Sala Parés de Barcelona.
- 1980: Àgora 3 Galeria de Sitges.
- 1982: Sala Parés de Barcelona.
- 1984: Exposició Individual Antològica Homenatge a Lluís Maria Güell, Cinquantenari del Museu de Vilafranca, Vilafranca del Penedès.
- 1986: Sala Parés de Barcelona.
- 1986: Àgora 3 Galeria de Sitges.
- 1987: Exposició de Pintura i Dibuix. Selecció Antològica, Casa de Cultura de Sant Sadurní d’Anoia.
- 1991: Galeria Palma XII de Vilafranca del Penedès.
- 1992: Selecció Antològica de Pintura i Dibuix, Ajuntament de Sant Esteve de Palautordera
- 2004: Exposició Antològica. Fòrum Berger Baleguer de Vilafranca del Penedès.

### Exposicions col·lectives destacades
- 1928: Pintura local, Centre Agrícola de Vilafranca del Penedès.
- 1929: Exposició escolar de Belles Arts, Federació Catalana d’Estudiants Catòlics, Galeries Dalmau de Barcelona.
- 1930: Exposición Nacional de Bellas Artes, Palacios del Retiro de Madrid.
- 1931: Barcelona vista pels seus artistes, Palau de les Arts Decoratives al Parc de Montjuïc de Barcelona.
- 1932: Saló de Primavera, Junta Municipal d’Exposicions d’Art, Palau Nacional de Barcelona.
- 1932: Exposición Nacional de Bellas Artes, Palacio del Retiro de Madrid.
- 1936: Exposició d’Art Ibèric, París
- 1937: Expedició a Mèxic, organitzada per la Generalitat de Catalunya a Mèxic.
- 1938: Exposició d’Art Pro-Ajuntament permanent, Madrid, PSU, Ateneu Socialista de Catalunya de Barcelona.
- 1942: Exposicion Nacional de Bellas Artes de Barcelona, Primavera 1942. Ajuntament de Barcelona, Museu d’Art Modern.
- 1943: Exposición Nacional de Bellas Artes, 1943, Palacio del Retiro de Madrid. Ministerio de Educación Nacional, Dirección General de Bellas Artes.
- 1944: Exposición Nacional de Bellas Artes de Barcelona, Otoño 1944, Ajuntament de Barcelona.
- 1945: Pintores Españoles Contemporáneos, Buenos Aires, Argentina.
- 1947: Pintores Catalanes en Madrid, Círculo de Bellas Artes, Madrid.
- 1948: Exposición Colectiva de Pintores Españoles Contemporáneos. Sociedad Nacional de Bellas Artes de Santiago de Chile.
- 1953: Exposición de Pintura y Escultura. Concurso de Arte 1953, Reial Círcol Artístic, Instituto Barcelonés de Barcelona.
- 1965: II Premio Pintura Miguel Carbonell. Molins de Rei.
- 1980: 121 artistas catalanes en Madrid. Palacio de Exposiciones y Congresos de Madrid.

### Reconeixements i premis
- 1931: Menció honorífica del Círcol Artístic patrocinada per l’Ajuntament de Barcelona per l’obra Catedral
- 1932: Premi Adquisició a l'exposició Saló de Primavera al Palau Nacional de Barcelona.
- 1938: Premi adquisició de la Junta Municipal d’Exposicions d’Art.
- 1938: Guardonat pel quadre Riera d’Horta del Saló de Tardor.
- 1941: Medalla d’Or José Masriera, Reial Acadèmia de Belles Arts de Sant Jordi de Barcelona, per l’obra Camino del río.
- 1942: Diploma per l’obra Cerro de suburbio, concedit durant la Exposicion Nacional de Bellas Artes de Barcelona, Primavera 1942.
- 1943: Medalla d’Or José Masriera, atorgada per la Reial Acadèmia Catalana de Belles Arts de Sant Jordi, Barcelona.
- 1944: Diploma d’adquisició de la Exposición Nacional de Bellas Artes de Barcelona, Otoño 1944.
- 1950: Premi Sant Jordi de primera categoria, secció pintura, de la Diputació Provincial de Barcelona per l’obra Fiesta de San Jorge.
- 1950: Premio Condado de San Jorge de Calonge.
- 1952: Primer premi de pintura del Reial Círcol Artístic de Barcelona.
- 1953: Primer premi de pintura per l’obra Paisaje de la Exposición de Pintura y Escultura. Concurso de Arte 1953 del Reial Círcol Artístic de l’Instituto Barcelonés de Barcelona.
- 1962: Gran Placa de l'escola de joieria de Pforzheim al director i claustre de professors de l’Escola Massana.
- 1964: Convidat a formar part del Comitè d’Honor de la International Exhibition of Modern Jewellery a Londres i al de la Fundación Fina Gómez de Veneçuela.
- 1965: Primer premi nacional del II Premio Pintura Miguel Carbonell.
- 1966: Guardonat amb la Medalla del Foment de les Arts Decoratives en complir 25 anys com a soci d’aquesta entitat.
- 1970: Guardonat amb la Insígnia de Les Corts.
- 1971: Amic Predilecte de la Ciutat.
- 1975: Guardonat amb la insígnia com a membre de la junta de govern del Reial Círcol Artístic.
- 1988: Creu de Sant Jordi de la Generalitat de Catalunya.
- 1994: Medalla d’Or del Cercle Artístic de Sant Lluc.
- 1995: Medalla d’Or pels 50 anys com a soci del Foment de les Arts Decoratives.
- 1996: Soci d’Honor de l’Ateneu Barcelonès.
- 2004: Realització del llibre Lluís Maria Güell, amb motiu de l'exposició antològica celebrada a Vilafranca del Penedès el 2004.
- 2013: Placa commemorativa a la casa natal de Vilafranca del Penedès